# Porto da Alumar
O Porto da Alumar é um Terminal de Uso Privado (TUP) da Alumar e está localizado na confluência do Estreito dos Coqueiros com o Rio dos Cachorros, no município de São Luís, Maranhão, Brasil. 
O porto tem capacidade para operar navios com até 59 mil toneladas de carga e é via de entrada de matérias-primas como soda cáustica, carvão e bauxita. Também é pelo terminal portuário que é escoada a alumina vendida para os mercados interno e externo.
Em 2020, o Porto da Alumar movimentou 15,3 milhões de toneladas.